# Apollinaire (évêque russe)
Pour les articles homonymes, voir Apollinaire.
L'évêque Apollinaire (Епи́скоп Аполлина́рий), dans le monde Alexandre Grigorievitch Doubinine (Александр Григорьевич Дубинин), né en 1949 et mort en 2021, est un évêque russe des vieux-croyants qui fut entre 1999 et 2016 à la tête de l'Église vieille-orthodoxe de Russie (archevêché de Koursk). Il fut également professeur de l'université technologique de chimie Mendeleïev et spécialiste de bioélectrochimie.

## Biographie
Il naît le 1er janvier 1949 dans l'oblast d'Oriol au sein d'une famille de vieux-croyants : « je suis né dans une famille croyante pieuse, mes aïeux étant vieux-croyants ».
Il termine en 1966 l'école secondaire de Trosniano dans l'oblast d'Oriol avec médaille d'or, puis il entre à l'université de technologie chimique de Moscou dont il sort en 1971, comme ingénieur-technologue (technologie de productions électrochimiques). Il prépare sa thèse dans ce même institut de 1971 à 1974 qu'il défend en 1974 pour son diplôme universitaire de candidat au doctorat en sciences chimiques. Il est intégré dans ce même institut à la chaire intitulée « procédés et dispositifs de technologie chimique ». De 1975 à 1986, il travaille comme chercheur principal à l'Institut de recherche scientifique de toute l'Union sur les produits chimiques de protection des plantes. De 1976 à 1982, il travaille simultanément comme professeur associé à l'Institut de Moscou pour la formation avancée des cadres et spécialistes du ministère de l'Industrie chimique de l'URSS. En 1988, il est nommé membre de la Société internationale de bioélectrochimie.

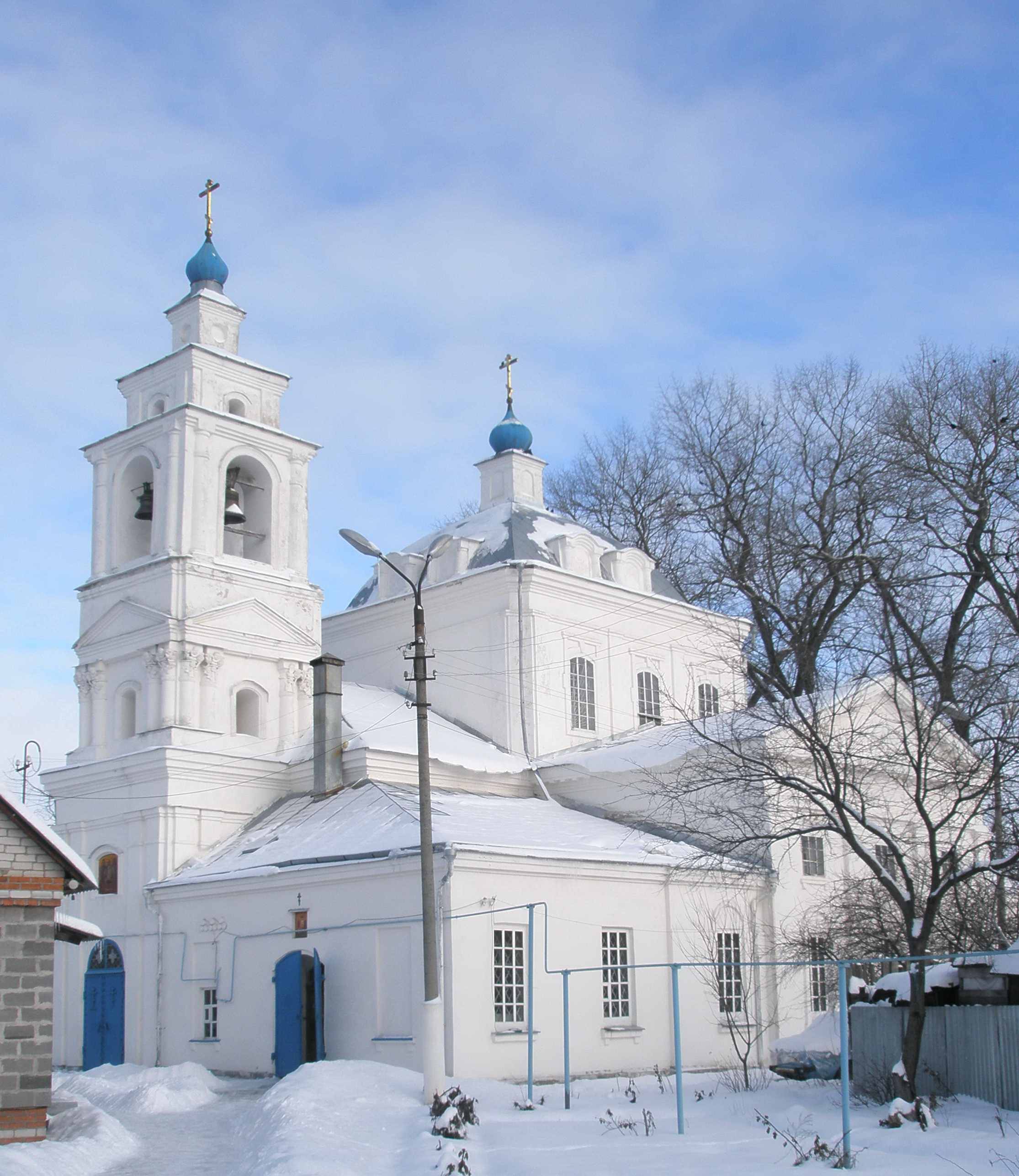
Église de l'Assomption de Koursk.

Lorsque les religions cessent d'être persécutées en 1990, la paroisse de Koursk des vieux-croyants est reconstituée et l'église de l'Assomption leur est confiée. La communauté des vieux-croyants l'invitent à en devenir prêtre : « Il s'est trouvé que les vieux-croyants m'ont trouvé tout à fait à l'improviste à Moscou pour me dire qu'on avait rendu une église à la communauté de Koursk et que la paroisse avait le besoin urgent d'un prêtre ».
Il prononce donc ses vœux monastiques en 1990, prenant le nom de religion d'Apollinaire, et il est ordonné prêtre en janvier 1991 par l'évêque Guennadi pour s'occuper de la paroisse de Koursk, tout en continuant son enseignement à l'institut. Selon ses dires : « Je me suis retrouvé dans une situation étrange ; j'ai continué à travailler à l'institut de technologie chimique Mendeleïev de Moscou tout en étant prêtre. Ce fut très difficile au début: J'étais déchiré entre les leçons et les célébrations. Au bout de deux ans, la direction de l'institut m'a rencontré et il a été décidé de m'aménager un emploi du temps spécial ».
En 1996, il est nommé membre de l'Académie des sciences de New York.
Au synode des 4 et 5 septembre 1997, il demande à être autorisé à combiner le ministère en tant que prêtre dans l'église de Koursk et de travailler comme enseignant à l'université de technologie chimique de Moscou jusqu'en avril 2001, puisqu'en avril 1996, il avait signé un contrat de travail de cinq ans avec cet établissement d'enseignement supérieur pour des travaux de recherche, et avait promis par écrit de quitter ce travail séculier en avril 2001 pour se consacrer entièrement au service de l'Église. Le conseil des évêques l'a donc autorisé à combiner son travail d'enseignant à l'université et son devoir de prêtre paroissial jusqu'en avril 2001.
En décembre 1999, des désaccords ont surgi avec le nouvel évêque de Koursk, Léon, qui exprime son mécontentement face aux fréquents voyages d'Apollinaire en Europe et en Amérique à des conférences scientifiques sur la bioélectrochimie et à faire de la théologie sans sa permission. De son côté, Apollinaire s'oppose à la hiérarchie de l'Église vieille-orthodoxe russe en étroite coopération avec la hiérarchie de Belaïa Krinitsa, à propos du signe de croix (symbole de la Trinité à trois doigts ou à deux doigts selon les branches des vieux-croyants) et à propos de méthodes de gestion jugées autoritaires par lui. Le 23 décembre 1999, le hiéromoine Apollinaire annonce la séparation de la paroisse de Koursk de la hiérarchie de Novozybkov.
Le 29 novembre 1999, l'archevêque Aristarque le suspend de liturgie, mais Apollinaire réagit en l'accusant d'hérésie et annonce sa séparation. En conséquence, le conseil de l'archevêché de Novozybkov le réduit à l'état laïc.

## Archevêque
En 2000, il est ordonné évêque par Euménius de Toultchine qui est à la tête de l'Église vieille-orthodoxe de Roumanie et qui soutient Apollinaire dans ses prétentions à devenir archevêque. Le 19 avril 2000, l'évêque Apollinaire est arrêté dans l'oblast de Briansk à la frontière avec la Biélorussie au prétexte qu'il détient des livres de vieux-croyants considérés comme livre de contrebande. Une instruction pénale est ouverte en vertu de l'article 188, partie 2 du code pénal de la fédération de Russie (contrebande de biens culturels), affaire transférée à la branche de Briansk du FSB. Le tribunal de Briansk le condamne à trois ans de  détention, mais il est aussitôt amnistié pour les cinquante-cinq ans de la victoire de la Seconde Guerre mondiale. L'évêque Apollinaire se considère innocent et demande une révision du procès.
En 2000-2001, les partisans de l'archevêque Alexandre essayent par quatre fois de reprendre l'église de Koursk aux partisans d'Apollinaire. Le 23 février 2001, il est excommunié pour schisme par le synode archiépiscopal de la hiérarchie de Novozybkov. En 2003, il rallie officiellement l'Église vieille-orthodoxe de Russie (épiscopat de Koursk).
À la suite d'un procès et d'actions énergiques de mai 2005, l'évêque Apollinaire et ses partisans sont expulsés de l'église de l'Assomption de Koursk, et des services liturgiques commencent à avoir lieu dans la maison de gardien délabrée de l'église. Le 29 août 2010, Apollinaire bénit le chantier de construction d'une nouvelle église située rue Zviozdnaïa (de l'Étoile) à Koursk. La communauté, dirigée par Apollinaire (Doubinine), compte alors plus de 600 personnes et le curé en est Timothée Kharnanykine.
Selon les Actes du synode de l'Église vieille-orthodoxe russe, « au fil du temps, son attitude envers l'Église et sa hiérarchie s'est adoucie, et le 5 mars 2016, l'ancien prêtre Apollinaire a écrit à la résidence moscovite du patriarche Alexandre une lettre de repentance, dans laquelle, en particulier, il a témoigné qu'« en 1999 je me suis injustement séparé de la hiérarchie de l'Église vieille-orthodoxe russe, pour laquelle je me repens, et je vous demande de m'accepter dans la communion ecclésiale ». Pour une raison objective, l'ancien prêtre Apollinaire lui-même n'a pas pu venir personnellement au synode, dont il a informé le patriarche Alexandre par téléphone. Malgré cela, le synode se félicite de toutes les manières possibles de la bonne intention de l'ancien prêtre-moine Apollinaire et témoigne que l'Église avec l'amour le plus sincère est prête à accepter son fils autrefois perdu et ne se souviendra pas de ses erreurs, se réjouissant de sa repentance et de son désir de paix. À cet égard, le synode bénit le patriarche Alexandre, le père spirituel de l'ancien moine-prêtre Apollinaire, pour l'amener à se confesser, puis l'accepter dans la communion ecclésiale au rang de simple moine conformément aux règles de l'Église ».
Néanmoins, la réconciliation avec l'Église vieille-orthodoxe russe n'a pas totalement lieu. Dans la « Conclusion de la Commission de l'Église vieille-orthodoxe russe sur le dialogue avec l'archevêché vieux-orthodoxe...» de 2017, il est déclaré que « Mgr Apollinaire (Doubinine) ne participe actuellement pas à la gestion des affaires de l'Église pour des raisons de santé ». En novembre 2019, il prononce un discours de bienvenue lors de la XIIIe Conférence scientifique et pratique internationale « Vieux-croyants : histoire, culture, modernité » à Moscou, où il est présenté comme évêque de l'archidiocèse de l'Église vieille-orthodoxe.
Mgr Apollinaire avait sa résidence dans une ville de la grande banlieue de Moscou, à Chtchiolkovo dans l'oblast de Moscou. Il meurt dans la nuit du 12 janvier 2021 à Koursk
.Il repose dans le cimetière du village de Trosna.